# Winona megye
Winona megye az Amerikai Egyesült Államokban, azon belül Minnesota államban található. Megyeszékhelye és legnagyobb városa Winona. Lakosainak száma 49 671 fő (2020. április 1.). Winona megye Buffalo, Fillmore, Houston, Trempealeau, Wabasha, La Crosse és Olmsted megyékkel határos.

## Népesség
A megye népességének változása:
| Lakosok száma | 51 386 | 51 327 | 51 271 | 51 232 | 50 885 | 49 671 |
|               | 2010   | 2011   | 2012   | 2013   | 2015   | 2020   |